# Ricardo Jesus
Ricardo Jesus da Silva (ur. 16 maja 1985 w Campinas) – brazylijski piłkarz grający na pozycji napastnika. Rozpoczął karierę w Internacional Porto Alegre. W 2007 r. przeszedł do pierwszoligowego rosyjskiego klubu Spartak Nalczyk. Od 2008 r. gra w barwach CSKA Moskwa. Z CSKA był wypożyczony do AE Larisa w 2010 roku, a latem ponownie trafił na wypożyczenie, tym razem do Spartaka Nalczyk.
Posiada również obywatelstwo portugalskie.